# Campeonato Argentino de Rugby 1947
El Campeonato Argentino de Rugby de 1947 fue la tercera edición del torneo de equipos regionales organizado por la Unión de Rugby del Río de la Plata (actual Unión Argentina de Rugby). Se llevó a cabo en Argentina y Uruguay entre el 7 y 29 de septiembre de 1947. 
El seleccionado de la Provincia se consagró por tercera vez consecutiva, derrotando nuevamente a Capital en la final 18-4. Esta edición completó el primer "ciclo" del torneo, con los dos seleccionados de la Unión de Rugby del Río de la Plata habiendo visitado a todas las uniones participantes a lo largo de los tres torneos.

## Equipos participantes
Participaron de esta edición ocho equipos: dos seleccionados de la Unión de Rugby del Río de la Plata y seis invitados. 
| Equipo                  | Unión                              |
| ----------------------- | ---------------------------------- |
| Capital                 | Unión de Rugby del Río de la Plata |
| Córdoba                 | Unión Cordobesa de Rugby           |
| Cuyo                    | Unión de Rugby de Cuyo             |
| Estudiantes de Paraná   | Club                               |
| Litoral                 | Unión de Rugby del Litoral         |
| Montevideo Cricket Club | Club                               |
| Norte                   | Unión de Rugby del Norte           |
| Provincia               | Unión de Rugby del Río de la Plata |

Los seis equipos invitados fueron los seleccionados de cuatro uniones provinciales, un club de Entre Ríos y un club de Uruguay.

## Partidos
|  | Cuartos de final     | Cuartos de final     | Cuartos de final     |                      |           | Semifinales      | Semifinales      | Semifinales      |  |         | Final            | Final            | Final            |  |
|  | 7 de septiembre      | 7 de septiembre      | 7 de septiembre      |                      |           | 14 de septiembre | 14 de septiembre | 14 de septiembre |  |         | 29 de septiembre | 29 de septiembre | 29 de septiembre |  |
|  |                      |                      |                      |                      |           |                  |                  |                  |  |         |                  |                  |                  |  |
|  |                      |                      |                      |                      |           |                  |                  |                  |  |         |                  |                  |                  |  |
|  | Montevideo C.C.      | Montevideo C.C.      | 3                    |                      |           |                  |                  |                  |  |         |                  |                  |                  |  |
|  | Montevideo C.C.      | Montevideo C.C.      | 3                    |                      |           |                  |                  |                  |  |         |                  |                  |                  |  |
|  | Capital              | Capital              | 25                   |                      |           |                  |                  |                  |  |         |                  |                  |                  |  |
|  | Capital              | Capital              | 25                   |                      | Capital   | Capital          | 24               |                  |  |         |                  |                  |                  |  |
|  |                      |                      |                      |                      | Capital   | Capital          | 24               |                  |  |         |                  |                  |                  |  |
|  |                      |                      | Córdoba              | Córdoba              | 3         |                  |                  |                  |  |         |                  |                  |                  |  |
|  | Córdoba              | Córdoba              | Córdoba              | Córdoba              | 3         | 11               |                  |                  |  |         |                  |                  |                  |  |
|  | Córdoba              | Córdoba              |                      |                      |           |                  |                  |                  |  |         |                  |                  |                  |  |
|  | Norte                | Norte                | 3                    |                      |           |                  |                  |                  |  |         |                  |                  |                  |  |
|  | Norte                | Norte                | 3                    |                      |           |                  |                  |                  |  | Capital | Capital          | 4                |                  |  |
|  |                      |                      |                      |                      |           |                  |                  |                  |  | Capital | Capital          | 4                |                  |  |
|  |                      |                      | Provincia            | Provincia            | 18        |                  |                  |                  |  |         |                  |                  |                  |  |
|  | Litoral              | Litoral              | Provincia            | Provincia            | 18        | 3                |                  |                  |  |         |                  |                  |                  |  |
|  | Litoral              | Litoral              |                      |                      |           |                  |                  |                  |  |         |                  |                  |                  |  |
|  | Provincia            | Provincia            | 50                   |                      |           |                  |                  |                  |  |         |                  |                  |                  |  |
|  | Provincia            | Provincia            | 50                   |                      | Provincia | Provincia        | 17               |                  |  |         |                  |                  |                  |  |
|  |                      |                      |                      |                      | Provincia | Provincia        | 17               |                  |  |         |                  |                  |                  |  |
|  |                      |                      | Estudiantes (Paraná) | Estudiantes (Paraná) | 3         |                  |                  |                  |  |         |                  |                  |                  |  |
|  | Cuyo                 | Cuyo                 | Estudiantes (Paraná) | Estudiantes (Paraná) | 3         | 6                |                  |                  |  |         |                  |                  |                  |  |
|  | Cuyo                 | Cuyo                 |                      |                      |           |                  |                  |                  |  |         |                  |                  |                  |  |
|  | Estudiantes (Paraná) | Estudiantes (Paraná) | 59                   |                      |           |                  |                  |                  |  |         |                  |                  |                  |  |
|  | Estudiantes (Paraná) | Estudiantes (Paraná) | 59                   |                      |           |                  |                  |                  |  |         |                  |                  |                  |  |
|  |                      |                      |                      |                      |           |                  |                  |                  |  |         |                  |                  |                  |  |

### Cuartos de final
| 7 de septiembre | Montevideo C.C. | 3 - 25  | Capital | Montevideo,             |                         |
|                 |                 | Reporte |         | Árbitro(s): O. M. Tudor | Árbitro(s): O. M. Tudor |

| 7 de septiembre | Córdoba | 11 - 3  | Norte | Jockey Club, Córdoba |                     |
|                 |         | Reporte |       | Árbitro(s): O. Noon  | Árbitro(s): O. Noon |

| 7 de septiembre | Litoral | 3 - 50  | Provincia | Rosario,                 |                          |
|                 |         | Reporte |           | Árbitro(s): R. V. Stella | Árbitro(s): R. V. Stella |

| 7 de septiembre | Cuyo | 6 - 59  | Estudiantes (Paraná) | Mendoza,            |                     |
|                 |      | Reporte |                      | Árbitro(s): J. Knox | Árbitro(s): J. Knox |

### Semifinales
| 14 de septiembre | Capital | 24 - 3  | Córdoba | Estadio G.E.B.A., Buenos Aires |  |
|                  |         | Reporte |         |                                |  |

| 14 de septiembre | Provincia | 17 - 3  | Estudiantes (Paraná) | Estadio G.E.B.A., Buenos Aires |  |
|                  |           | Reporte |                      |                                |  |

### Final
| 29 de septiembre | Capital | 4 - 18  | Provincia | Estadio G.E.B.A., Buenos Aires |                             |
|                  |         | Reporte |           | Árbitro(s): Tomás H. Blades    | Árbitro(s): Tomás H. Blades |

| Bandera de la Provincia de Buenos Aires |
| Provincia Campeón                       |
| Tercer título                           |